# انتخابات الرئاسة الأمريكية 1836
الانتخابات الرئاسية الأمريكية 1836 هي الانتخابات الرئاسية الأمريكية التي جرت في 1836، لانتخاب رئيس الولايات المتحدة، فاز بالانتخابات مارتن فان بيورين.

## معرض صور

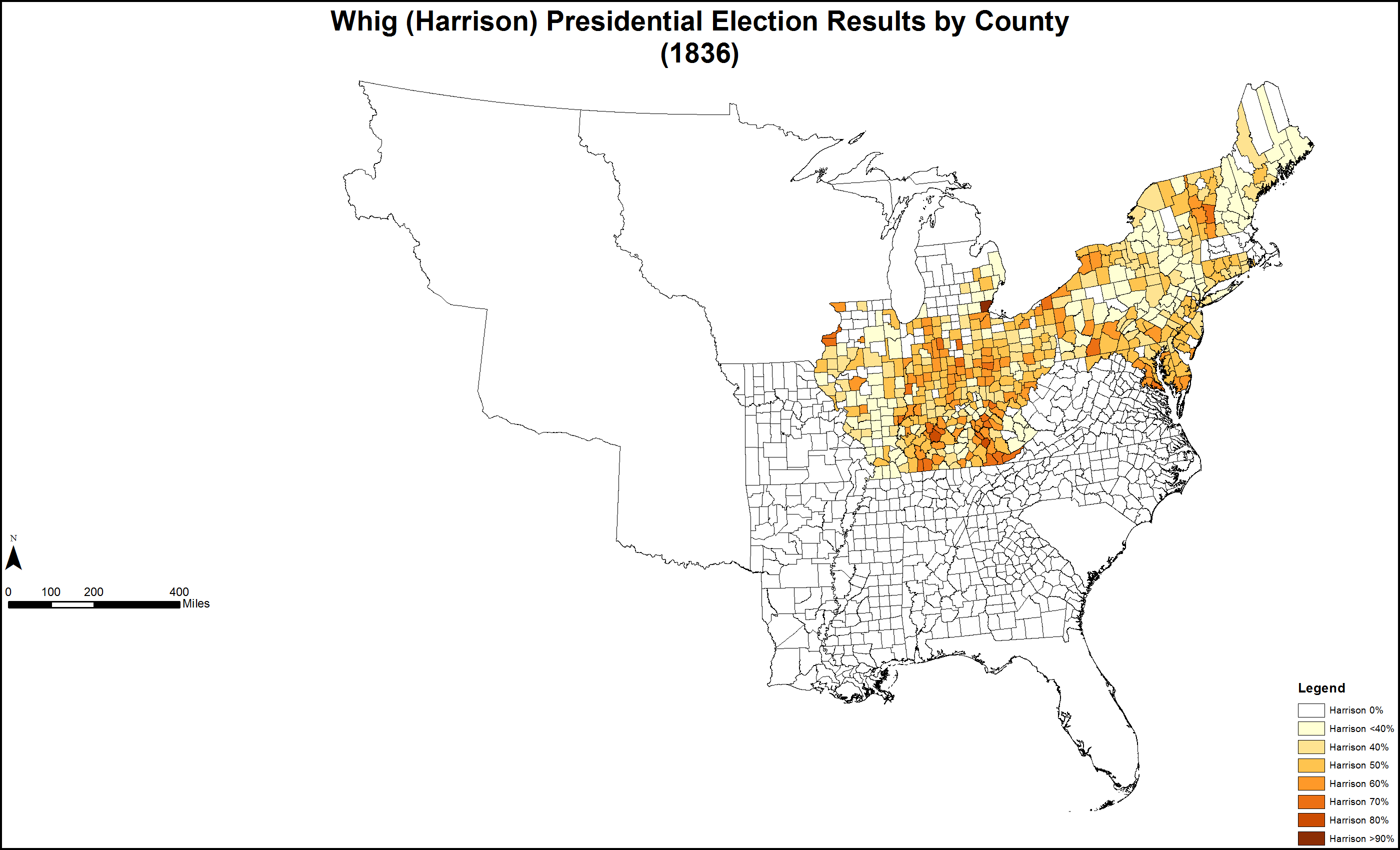
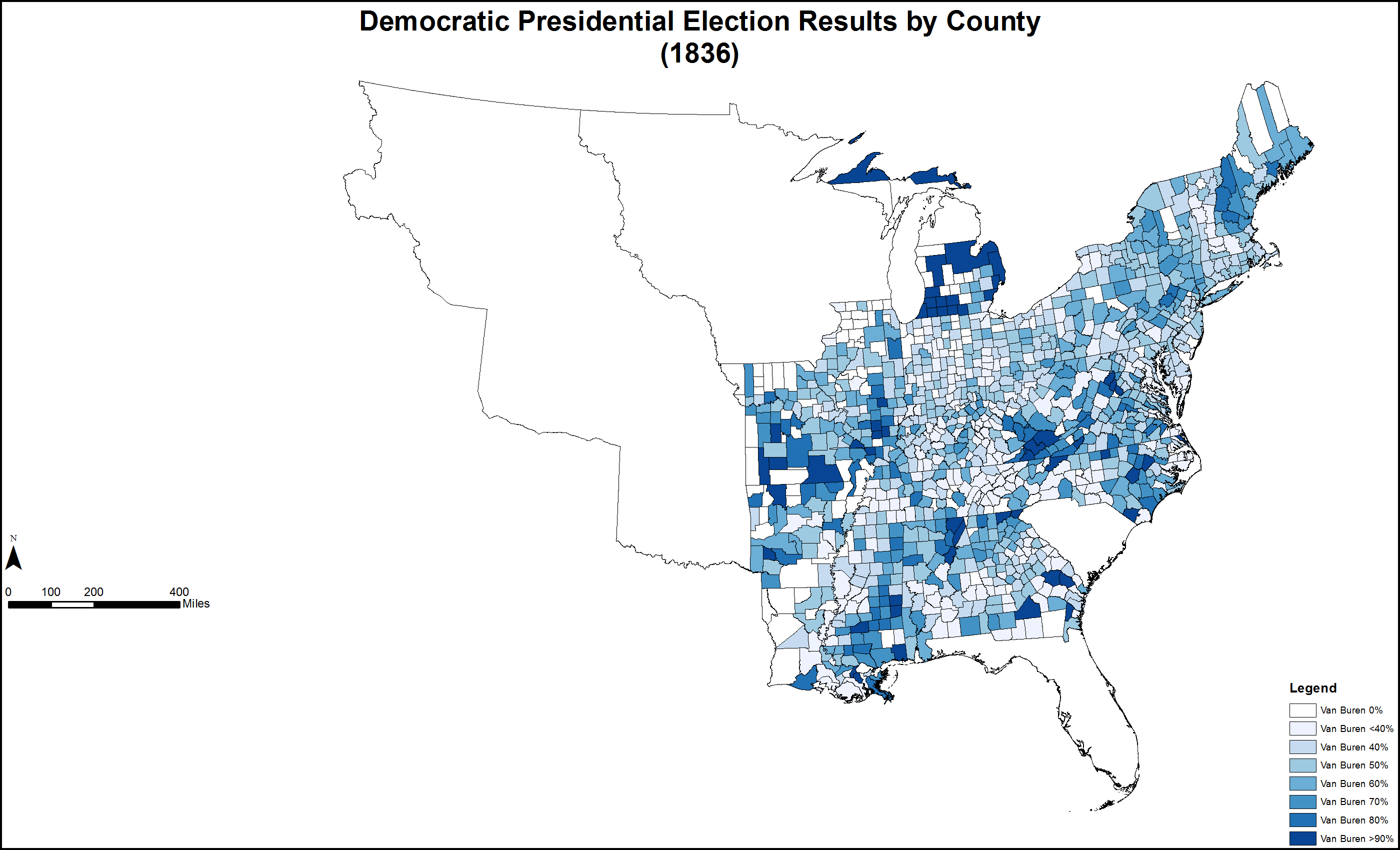
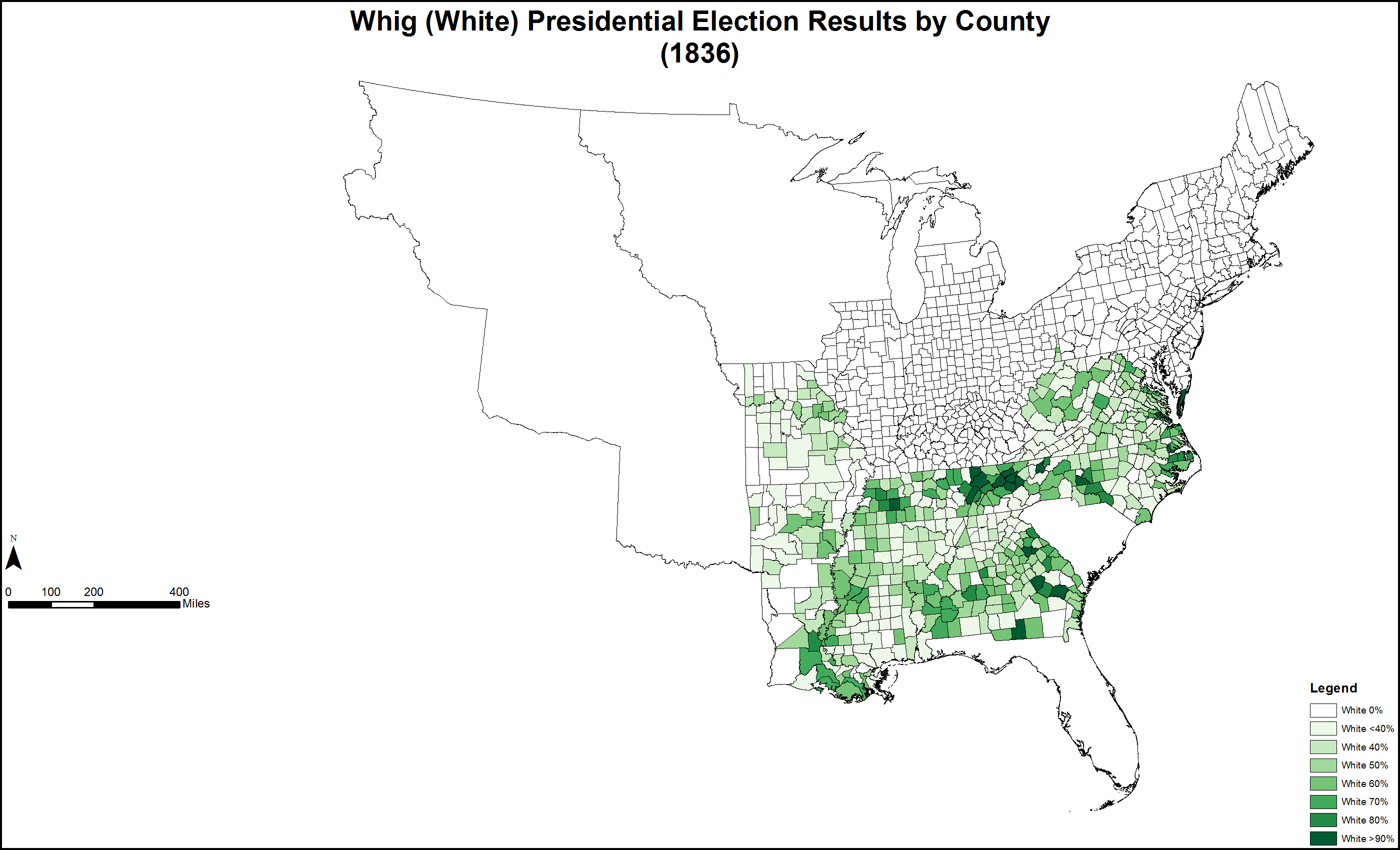
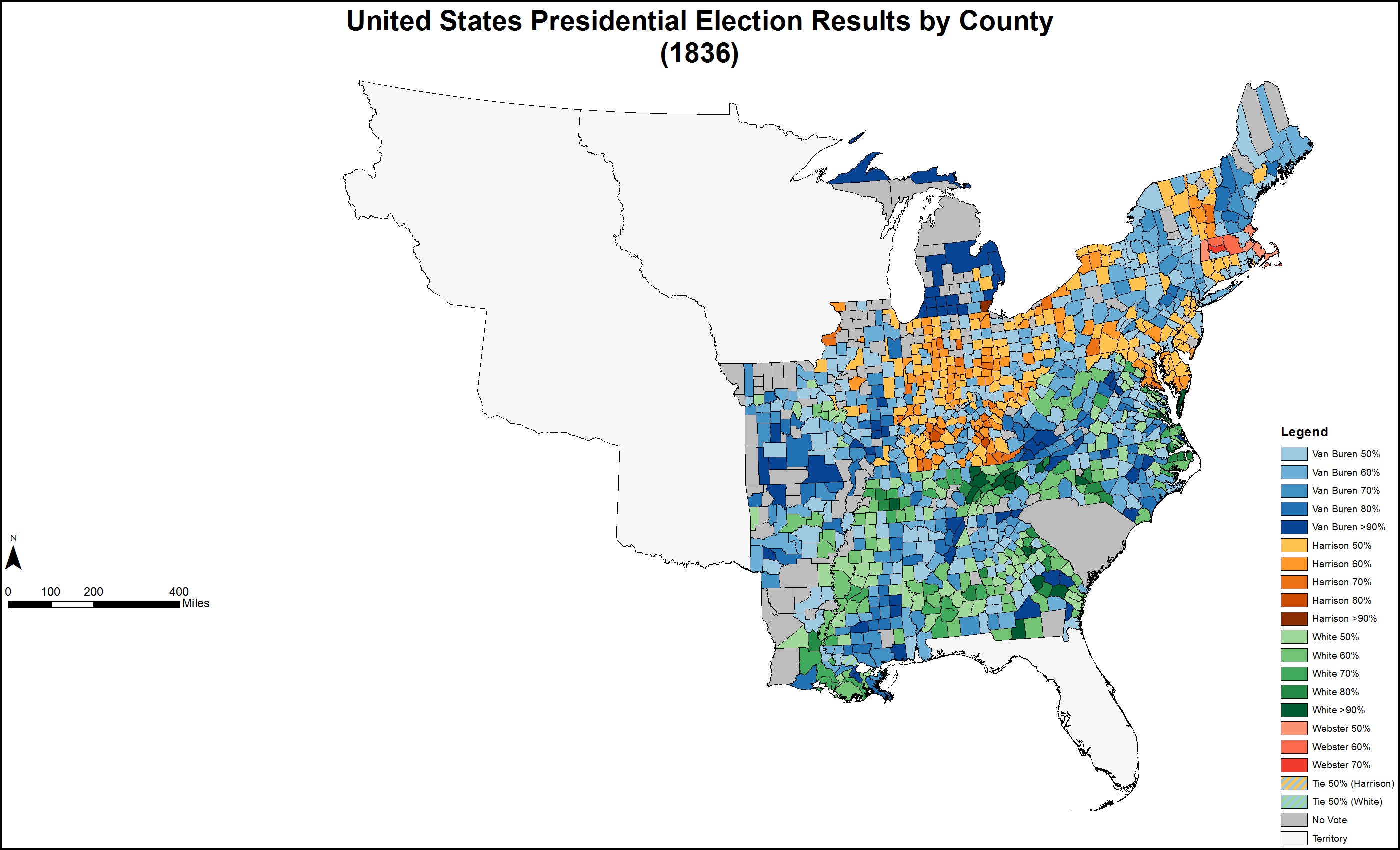
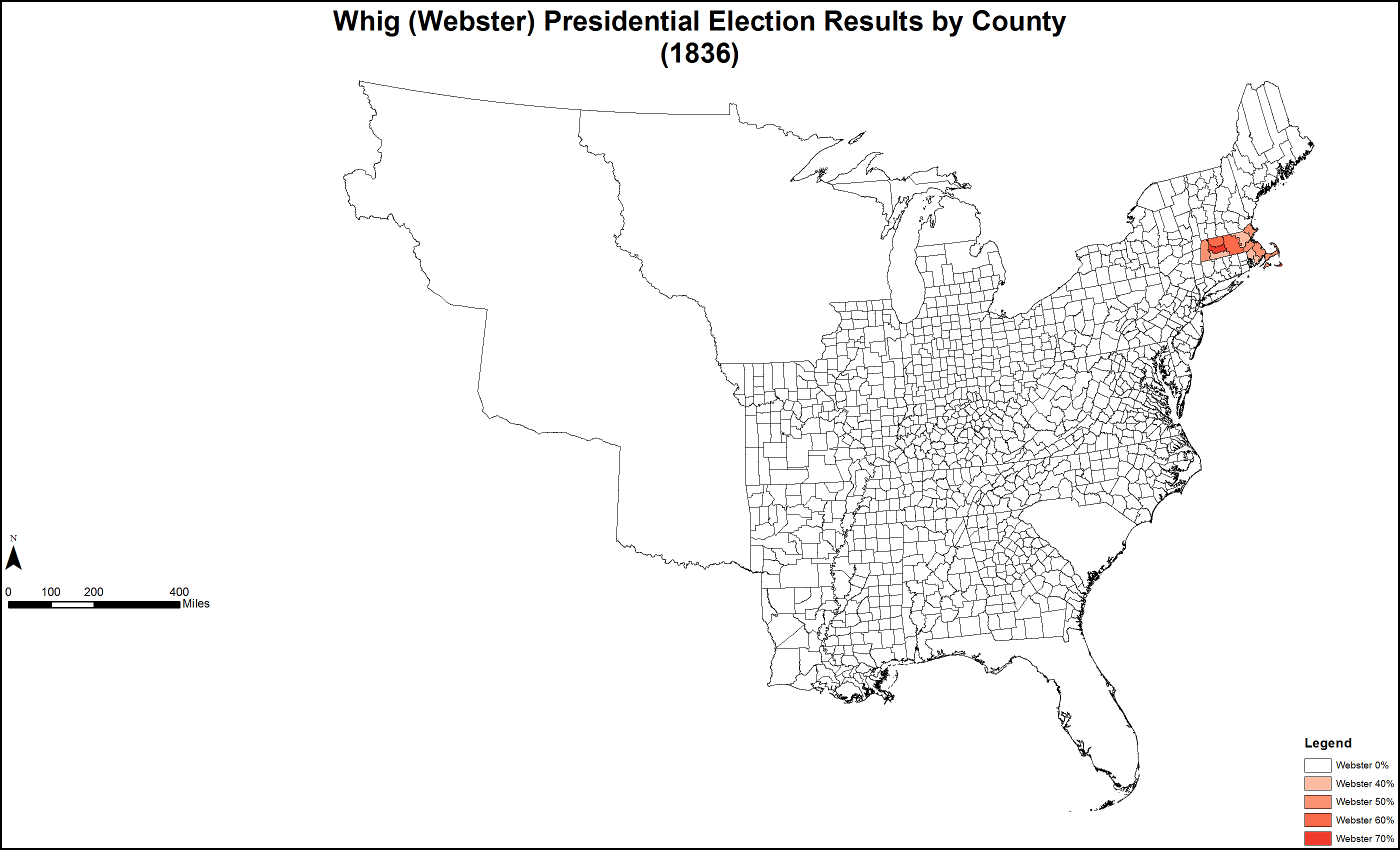

## المرشحين
| المرشح           | الحزب | عدد الأصوات |
| ---------------- | ----- | ----------- |
| مارتن فان بيورين |       |             |